# Sidney Moncrief
Sidney Alvin Moncrief (Little Rock, 21 settembre 1957) è un ex cestista e allenatore di pallacanestro statunitense, professionista nella NBA.

## Carriera
È stato selezionato dai Milwaukee Bucks al primo giro del Draft NBA 1979 (5ª scelta assoluta).

## Statistiche
| * | Primo nella lega |

### College
| Anno      | Squadra         | PG  | PT | MP   | TC%  | 3P% | TL%  | RP  | AP  | PRP | SP  | PP   |
| --------- | --------------- | --- | -- | ---- | ---- | --- | ---- | --- | --- | --- | --- | ---- |
| 1975-1976 | Ark. Razorbacks | 28  | -  | -    | 66,5 | -   | 72,7 | 7,6 | 2,1 | -   | -   | 12,6 |
| 1976-1977 | Ark. Razorbacks | 28  | -  | 35,6 | 64,9 | -   | 68,4 | 8,4 | 1,5 | -   | -   | 15,4 |
| 1977-1978 | Ark. Razorbacks | 36  | -  | 35,9 | 59,0 | -   | 79,3 | 7,7 | 1,7 | 1,2 | 0,5 | 17,3 |
| 1978-1979 | Ark. Razorbacks | 30  | -  | 38,6 | 56,0 | -   | 85,5 | 9,6 | 2,7 | 1,5 | 0,4 | 22,0 |
| Carriera  | Carriera        | 122 | -  | 36,7 | 60,6 | -   | 78,2 | 8,3 | 2,0 | -   | -   | 16,9 |

### NBA

#### Regular season
| Anno      | Squadra         | PG  | PT  | MP   | TC%  | 3P%  | TL%  | RP  | AP  | PRP | SP  | PP   |
| --------- | --------------- | --- | --- | ---- | ---- | ---- | ---- | --- | --- | --- | --- | ---- |
| 1979-1980 | Milwaukee Bucks | 77  | -   | 20,2 | 46,8 | 0,0  | 79,5 | 4,4 | 1,7 | 0,9 | 0,2 | 8,5  |
| 1980-1981 | Milwaukee Bucks | 80  | -   | 30,2 | 54,1 | 22,2 | 80,4 | 5,1 | 3,3 | 1,1 | 0,5 | 14,0 |
| 1981-1982 | Milwaukee Bucks | 80  | 80  | 37,3 | 52,3 | 7,1  | 81,7 | 6,7 | 4,8 | 1,7 | 0,3 | 19,8 |
| 1982-1983 | Milwaukee Bucks | 76  | 76  | 35,7 | 52,4 | 10,0 | 82,6 | 5,8 | 3,9 | 1,5 | 0,3 | 22,5 |
| 1983-1984 | Milwaukee Bucks | 79  | 79  | 38,9 | 49,8 | 27,8 | 84,8 | 6,7 | 4,5 | 1,4 | 0,3 | 20,9 |
| 1984-1985 | Milwaukee Bucks | 73  | 72  | 37,5 | 48,3 | 27,3 | 82,8 | 5,4 | 5,2 | 1,6 | 0,5 | 21,7 |
| 1985-1986 | Milwaukee Bucks | 73  | 72  | 35,2 | 48,9 | 32,0 | 85,9 | 4,6 | 4,9 | 1,4 | 0,2 | 20,2 |
| 1986-1987 | Milwaukee Bucks | 39  | 30  | 25,4 | 48,8 | 25,8 | 84,0 | 3,3 | 3,1 | 0,7 | 0,3 | 11,8 |
| 1987-1988 | Milwaukee Bucks | 56  | 51  | 25,5 | 48,9 | 16,1 | 83,7 | 3,2 | 3,6 | 0,7 | 0,3 | 10,8 |
| 1988-1989 | Milwaukee Bucks | 62  | 50  | 25,7 | 49,1 | 34,2 | 86,5 | 2,8 | 3,0 | 1,0 | 0,2 | 12,1 |
| 1990-1991 | Atlanta Hawks   | 72  | 3   | 15,2 | 48,8 | 32,8 | 78,1 | 1,8 | 1,4 | 0,7 | 0,1 | 4,7  |
| Carriera  | Carriera        | 767 | 513 | 30,2 | 50,2 | 28,4 | 83,1 | 4,7 | 3,6 | 1,2 | 0,3 | 15,6 |

#### Play-off
| Anno     | Squadra         | PG | PT | MP    | TC%  | 3P%  | TL%  | RP  | AP  | PRP | SP  | PP   |
| -------- | --------------- | -- | -- | ----- | ---- | ---- | ---- | --- | --- | --- | --- | ---- |
| 1980     | Milwaukee Bucks | 7  | -  | 26,0  | 58,8 | -    | 87,1 | 4,4 | 1,6 | 0,7 | 0,1 | 12,4 |
| 1981     | Milwaukee Bucks | 7  | -  | 39,6  | 43,5 | -    | 74,5 | 6,7 | 2,9 | 1,7 | 0,4 | 14,0 |
| 1982     | Milwaukee Bucks | 6  | -  | 42,0* | 41,9 | 0,0  | 78,9 | 5,0 | 4,0 | 1,5 | 0,3 | 15,3 |
| 1983     | Milwaukee Bucks | 9  | -  | 41,9  | 43,7 | 0,0  | 75,4 | 6,7 | 3,7 | 2,0 | 0,3 | 18,9 |
| 1984     | Milwaukee Bucks | 16 | -  | 38,6  | 51,8 | 25,0 | 79,1 | 6,9 | 4,3 | 1,8 | 0,6 | 19,1 |
| 1985     | Milwaukee Bucks | 8  | 7  | 39,9  | 55,6 | 40,0 | 93,3 | 4,3 | 5,0 | 0,6 | 0,5 | 23,0 |
| 1986     | Milwaukee Bucks | 9  | 9  | 36,3  | 42,6 | 28,6 | 69,8 | 4,6 | 4,9 | 0,6 | 0,6 | 16,9 |
| 1987     | Milwaukee Bucks | 12 | 10 | 35,5  | 47,3 | 28,6 | 81,1 | 4,5 | 3,0 | 1,1 | 0,5 | 19,4 |
| 1988     | Milwaukee Bucks | 5  | 5  | 34,6  | 48,0 | 100  | 96,3 | 3,8 | 5,2 | 0,6 | 0,2 | 15,0 |
| 1989     | Milwaukee Bucks | 9  | 9  | 20,4  | 39,6 | 28,6 | 93,8 | 2,9 | 1,4 | 0,6 | 0,2 | 6,1  |
| 1991     | Atlanta Hawks   | 5  | 0  | 18,2  | 50,0 | 16,7 | 81,3 | 3,2 | 0,4 | 0,6 | 0,0 | 7,2  |
| Carriera | Carriera        | 93 | 40 | 34,7  | 47,5 | 29,3 | 81,1 | 5,0 | 3,4 | 1,1 | 0,4 | 16,0 |

## Palmarès
- NCAA AP All-America First Team (1979)
- NCAA AP All-America Third Team (1978)
- 2 volte NBA Defensive Player of the Year Award: (1983, 1984)
- All-NBA Team: 5

First Team: 1983
Second Team: 1982, 1984, 1985, 1986
- NBA All-Defensive Team: 5

First Team: 1983, 1984, 1985, 1986
Second Team: 1982
- NBA All-Star Game: 5

1982, 1983, 1984, 1985, 1986
- Inserito nella Naismith Memorial Basketball Hall of Fame nel 2019